# 아틀라스 메써드
아틀라스 메써드(Atlas method, Atlas Methodology, the World Bank Atlas method)는 세계은행그룹(the World Bank Group)이 국민총소득(GNI, Gross National Income)을 계산하는 데에 이용하는 방법이다. 단순환율을 이용하는 대신 아틀라스변환계수(Atlas Conversion Factor)를 이용하여 나라들 사이의 환율 차이를 평활한다. 나라들의 물가는 반영하지 않는 기본적인 방법이다.
| 번호 | 나라     | GNI (아틀라스 메써드) | GNI        | 차이     |
| ---- | -------- | --------------------- | ---------- | -------- |
| 1    | 미국     | 18,357,322            | 18,968,714 | -611,392 |
| 2    | 중국     | 11,374,227            | 11,154,194 | 220,033  |
| 3    | 일본     | 4,816,892             | 5,096,371  | -279,479 |
| 4    | 독일     | 3,624,638             | 3,536,579  | 88,058   |
| 5    | 영국     | 2,778,488             | 2,587,657  | 190,831  |
| 6    | 프랑스   | 2,590,030             | 2,504,684  | 85,346   |
| 7    | 인도     | 2,212,306             | 2,235,524  | -23,218  |
| 8    | 이탈리아 | 1,923,095             | 1,863,085  | 60,011   |
| 9    | 브라질   | 1,835,993             | 1,758,527  | 77,466   |
| 10   | 캐나다   | 1,584,177             | 1,508,495  | 75,682   |

## 같이 보기
- 일인당 명목 국민 총소득순 나라 목록